# Nati nel 1904/Marzo
| Questa pagina contiene informazioni ricavate automaticamente dalle voci biografiche con l'ausilio del template Bio e di un bot. L'aggiornamento è periodico e automatico e ricostruisce completamente la pagina. Se manca una persona in questa lista, sei pregato di non aggiungerla, ma accertati piuttosto che la sua voce biografica contenga il template Bio e che i dati anagrafici siano correttamente compilati. Se il template Bio manca, inseriscilo tu stesso o, in alternativa, metti l'avviso {{tmp\|Bio}} che ne segnala la mancanza. Se i dati riportati sono sbagliati, correggi direttamente la voce biografica; le modifiche saranno visibili in questa lista entro pochi giorni. Per chiarimenti vedi il progetto biografie. La lista contiene solo le 132 persone che sono citate nell'enciclopedia e per le quali è stato implementato correttamente il template Bio. Pagina aggiornata al 18 giu 2025. |

- 1º marzo - Paul Hartman, attore e cantante statunitense († 1973)
- 1º marzo - Glenn Miller, trombonista, direttore d'orchestra e compositore statunitense († 1944)
- 1º marzo - Pablo O'Higgins, pittore statunitense († 1983)
- 1º marzo - Mario Paniconi, architetto e urbanista italiano († 1973)
- 1º marzo - Antun Saade, politico e filosofo libanese († 1949)
- 2 marzo - Henry Dreyfuss, designer statunitense († 1972)
- 2 marzo - Dino Garrone, critico letterario e scrittore italiano († 1931)
- 2 marzo - Jan Mertens, ciclista su strada belga († 1964)
- 2 marzo - Dr. Seuss, scrittore e fumettista statunitense († 1991)
- 3 marzo - Ranieri Cupini, generale e aviatore italiano († 1983)
- 3 marzo - Egidio De Franceschi, calciatore italiano
- 3 marzo - Warren Kealoha, nuotatore statunitense († 1972)
- 3 marzo - Mayo Methot, attrice statunitense († 1951)
- 3 marzo - Rinaldo Olivazzo, calciatore italiano († 1970)
- 3 marzo - Igino Righetti, attivista e docente italiano († 1939)
- 3 marzo - Harry Storz, velocista e lunghista tedesco († 1982)
- 3 marzo - Gerdy Troost, architetta e decoratrice tedesca († 2003)
- 4 marzo - Giovanni Battista Alessandri, giornalista, prefetto e politico italiano († 1969)
- 4 marzo - Pierre Asso, attore francese († 1974)
- 4 marzo - Luis Carrero Blanco, ammiraglio e politico spagnolo († 1973)
- 4 marzo - Achille Castoldi, ingegnere italiano
- 4 marzo - George Gamow, fisico, cosmologo e divulgatore scientifico sovietico († 1968)
- 4 marzo - Antonio Maxia, politico italiano († 1962)
- 4 marzo - Joseph Schmidt, tenore e attore austro-ungarico († 1942)
- 4 marzo - Ilias Venezis, scrittore greco († 1973)
- 5 marzo - Maria Chieco Bianchi, politica italiana († 1995)
- 5 marzo - Giuseppe Cocchiara, antropologo e etnologo italiano († 1965)
- 5 marzo - Emile Decroix, ciclista su strada belga († 1967)
- 5 marzo - Pei Wenzhong, paleontologo, antropologo e archeologo cinese († 1982)
- 5 marzo - Karl Rahner, gesuita e teologo tedesco († 1984)
- 6 marzo - Les Ablett, pallanuotista britannico († 1952)
- 6 marzo - José Antonio Aguirre, politico spagnolo († 1960)
- 6 marzo - Carlo Morandi, storico e politologo italiano († 1950)
- 6 marzo - Hugh Williams, attore e drammaturgo britannico († 1969)
- 7 marzo - Ivar Ballangrud, pattinatore di velocità su ghiaccio norvegese († 1969)
- 7 marzo - Guido Baroni, giornalista e politico italiano († 1988)
- 7 marzo - Reinhard Heydrich, generale e poliziotto tedesco († 1942)
- 7 marzo - Bruno Katzianka, allenatore di calcio e calciatore italiano
- 7 marzo - Ladislav Ženíšek, allenatore di calcio e calciatore cecoslovacco († 1985)
- 8 marzo - Charles R. Boxer, militare e storico britannico († 2000)
- 8 marzo - Aleardo Donati, lottatore italiano († 1990)
- 8 marzo - Viktor de Kowa, attore, regista e cantante tedesco († 1973)
- 8 marzo - Francisco dos Santos, calciatore portoghese
- 9 marzo - Gerald Abraham, musicologo britannico († 1988)
- 9 marzo - Tulio Botero Salazar, arcivescovo cattolico colombiano († 1981)
- 9 marzo - Amato Gastaldi, allenatore di calcio e calciatore italiano († 1981)
- 9 marzo - Arnold Hugh Martin Jones, storico britannico († 1970)
- 9 marzo - Silvio Pietroboni, calciatore italiano († 1987)
- 9 marzo - Cristiano Ridomi, giornalista e scrittore italiano († 1969)
- 10 marzo - Giuseppe Conca, sollevatore italiano († 1972)
- 10 marzo - Tomas Gumppenberg, presbitero austriaco († 1984)
- 10 marzo - Josef Tomášek, nuotatore e pallanuotista cecoslovacco († 1979)
- 11 marzo - Giuseppe Andaloro, brigante italiano († 1968)
- 11 marzo - Hilde Bruch, psichiatra statunitense († 1984)
- 11 marzo - Harold Cherniss, filosofo e storico statunitense († 1987)
- 11 marzo - Corrado Gariglio, calciatore italiano
- 11 marzo - Albrecht von Hagen, giurista tedesco († 1944)
- 11 marzo - Giulio Cesare Uccellini, educatore italiano († 1957)
- 12 marzo - Adolf Arndt, politico tedesco († 1974)
- 12 marzo - Ivo Battelli, scenografo italiano († 1994)
- 12 marzo - Bodo Uhse, scrittore tedesco († 1963)
- 13 marzo - Giovanni Belelli, politico italiano († 1985)
- 13 marzo - August Heim, schermidore tedesco († 1976)
- 13 marzo - Paul Mattick, filosofo, sociologo e economista tedesco († 1981)
- 13 marzo - Luciano Trolli, nuotatore e ingegnere italiano († 1973)
- 13 marzo - Luigi Zuccheri, pittore e illustratore italiano († 1974)
- 14 marzo - Doris Eaton, attrice e ballerina statunitense († 2010)
- 14 marzo - Francisco Garza Gutiérrez, calciatore messicano († 1965)
- 14 marzo - Armando La Rosa Parodi, direttore d'orchestra e compositore italiano († 1977)
- 14 marzo - Franco Reyser, velocista e dirigente sportivo italiano († 2003)
- 14 marzo - Italo Zamberletti, calciatore e allenatore di calcio italiano († 1981)
- 15 marzo - Artur Augusto, calciatore portoghese
- 15 marzo - Artur Camolas, calciatore portoghese
- 15 marzo - Ignazio Guidi, architetto e urbanista italiano († 1978)
- 15 marzo - J. Pat O'Malley, attore e doppiatore britannico († 1985)
- 16 marzo - Umberto Alessio, calciatore italiano
- 16 marzo - Doreen Warriner, economista britannica († 1972)
- 17 marzo - Billy Gray, attore statunitense († 1978)
- 18 marzo - André Baur, schermidore francese († 1943)
- 18 marzo - Giulio Carra, calciatore italiano
- 18 marzo - Srečko Kosovel, poeta e critico letterario sloveno († 1926)
- 18 marzo - Aldo Pini, militare italiano († 1937)
- 19 marzo - Iris Adami Corradetti, soprano italiano († 1998)
- 20 marzo - Alexandra Curzon, nobildonna inglese († 1995)
- 20 marzo - Walter Elsasser, fisico e biologo tedesco († 1991)
- 20 marzo - Roberto Figueroa, calciatore uruguaiano († 1989)
- 20 marzo - Robert Marichal, paleografo, latinista e bibliotecario francese († 1999)
- 20 marzo - Bianca Pittoni, politica italiana († 1993)
- 20 marzo - Burrhus Skinner, psicologo statunitense († 1990)
- 20 marzo - Giorgio Valerio, dirigente d'azienda italiano († 1979)
- 20 marzo - Claudio Vender, architetto italiano († 1986)
- 21 marzo - Edward Cronjager, direttore della fotografia statunitense († 1960)
- 21 marzo - Forrest Mars senior, imprenditore statunitense († 1999)
- 21 marzo - Albert Schilling, scultore svizzero († 1987)
- 21 marzo - Nikolaos Skalkottas, compositore greco († 1949)
- 21 marzo - Maria Tedeschi, attrice italiana († 1995)
- 22 marzo - Menotti Pertici, pittore italiano († 1966)
- 23 marzo - Joan Crawford, attrice statunitense († 1977)
- 23 marzo - H. Beam Piper, scrittore, romanziere e scrittore di fantascienza statunitense († 1964)
- 24 marzo - Carlo Daroda, dirigente d'azienda italiano († 1981)
- 24 marzo - Martin Kosleck, attore tedesco († 1994)
- 24 marzo - Francesco Marenghi, politico italiano († 1988)
- 24 marzo - Estanislau de Figueiredo Pamplona, calciatore brasiliano († 1973)
- 24 marzo - Vincenzo Zucca, politico italiano († 1977)
- 25 marzo - Giovanni Artieri, giornalista, saggista e politico italiano († 1995)
- 25 marzo - Edouard Bovy, calciatore svizzero († 1980)
- 25 marzo - Umberto Campagnolo, filosofo italiano († 1976)
- 25 marzo - Ivanhoe Gambini, architetto e pittore italiano († 1992)
- 25 marzo - Johann Baptist Gradl, politico tedesco († 1988)
- 25 marzo - Pete Johnson, pianista statunitense († 1967)
- 25 marzo - Luis Navarro Garnica, militare spagnolo († 1995)
- 26 marzo - Joseph Campbell, saggista e storico delle religioni statunitense († 1987)
- 26 marzo - Emilio Fernández, regista, sceneggiatore e attore messicano († 1986)
- 26 marzo - Attilio Ferraris, calciatore italiano († 1947)
- 26 marzo - Leck Fischer, scrittore e sceneggiatore danese († 1956)
- 26 marzo - Sigmund Frogn, calciatore norvegese († 1990)
- 26 marzo - Hugon Hanke, politico polacco († 1964)
- 26 marzo - Corrado Mancioli, pittore e grafico italiano († 1958)
- 26 marzo - Xanti Schawinsky, designer, fotografo e pittore svizzero († 1979)
- 26 marzo - Xenofōn Zolōtas, economista greco († 2004)
- 27 marzo - Danilo Innocenti, astista italiano († 1949)
- 28 marzo - Day Keene, scrittore e sceneggiatore statunitense († 1969)
- 28 marzo - Hjalmar Nyström, lottatore finlandese († 1960)
- 29 marzo - Jacques Canthelou, calciatore francese († 1973)
- 29 marzo - Anibal José, calciatore portoghese († 1976)
- 30 marzo - Alexandrina Maria da Costa, mistica portoghese († 1955)
- 30 marzo - Edgar P. Jacobs, fumettista belga († 1987)
- 30 marzo - Shin Matsushita, supercentenaria giapponese († 2019)
- 30 marzo - Pietro Scapinelli di Leguigno, aviatore e militare italiano († 1941)
- 31 marzo - Đorđe Andrejević Kun, pittore serbo († 1964)
- 31 marzo - Federico Norcia, scacchista italiano († 1985)
- 31 marzo - Sam Zimbalist, produttore cinematografico e montatore statunitense († 1958)